# Zophoryctes flavopilosus
Zophoryctes flavopilosus är en spindelart som beskrevs av Simon 1902. Zophoryctes flavopilosus ingår i släktet Zophoryctes och familjen Barychelidae.
Artens utbredningsområde är Madagaskar. Inga underarter finns listade i Catalogue of Life.